# There will be love there -愛のある場所-
「There will be love there -愛のある場所-」（ゼア・ウィル・ビー・ラヴ・ゼア あいのあるばしょ）は、1998年5月13日に発売されたthe brilliant greenの3枚目のシングル。発売元はソニーレコード。

## 解説
- 聞きやすさのあるサビのメロディに、ひたむきな歌詞で大ブレイクをしてメジャーシーンに存在を示したthe brilliant greenの代表曲[1]。
- デビューと2ndシングルは全ての収録曲とも英語詞を貫いてきたthe brilliant greenとしては初めての日本語詞の楽曲。日本語詞は、ドラマ主題歌に起用されるにあたってのテレビ局側からの条件だった。
- オリコンシングルチャートでは1週目でTOP20入り（14位）、2週目でTOP10入り、3週目でTOP3入り、そして4週目にしてグループ初の1位を記録した。シングルとしては自己最大の売上87.6万枚を記録している(2022年時点)。
- 全て英語詞のカップリング曲「You & I」は当時同じ研音に所属していた反町隆史が出演していた、クレジットカード会社のCMソングだった。

## 収録曲
全曲　作詞:川瀬智子　作曲:奥田俊作　編曲:the brilliant green & 笹路正徳
1. There will be love there -愛のある場所-
TBS系ドラマ『ラブ・アゲイン』主題歌
UHFアニメ「ReLIFE」第9話エンディングテーマ（2016年）
2. You & I
ミリオンカード（現:三菱UFJニコス）CMソング

## 各曲の収録アルバム
- the brilliant green (#1,2)
- complete single collection '97-'08 (#1)
- THE SWINGIN' SIXTIES
- MD2000 〜ReLIFE Ending Songs〜(#1)

## カバー
- 2007年、美吉田月（アルバム「pure flavor #1～color of love～」）
- 2008年、Mi（アルバム『I Love Music〜Mi Best Collection〜』）
- 2010年、JUJU（アルバム『Request』に収録）
- 2014年、Ms.OOJA（アルバム『WOMAN 2 〜Love Song Covers〜』に収録）
- 2019年、獅子神レオナ（アルバム『IMAGINATION vol.2』に収録[2]）
- 2011年、高瀬洋子（アルバム『J-COVER～Sick Love～』に収録）